# All Rise (album de Gregory Porter)
Pour les articles homonymes, voir All Rise.
Albums de Gregory Porter
Nat King Cole & Me
(2017) Christmas Wish
(2023)
Singles
1. Revival
Sortie : 17 janvier 2020
2. Phoenix
Sortie : 1er mai 2020
3. Mister Holland
Sortie : 19 juin 2020

All Rise est le sixième album studio du chanteur de jazz américain Gregory Porter. Il est sorti le 28 août 2020 sous les labels Blue Note et Decca Records.

## Liste des titres
| No  | Titre                        | Auteur                                | Producteur                     | Durée |
| --- | ---------------------------- | ------------------------------------- | ------------------------------ | ----- |
| 1.  | Concorde                     | Gregory Porter                        | - Troy Miller - Kamau Kenyatta | 4:19  |
| 2.  | Dad Gone Thing               | Porter                                | - Miller - Kenyatta            | 5:02  |
| 3.  | Revival Song                 | - Porter - Miller - Oliver Rockberger | Miller                         | 3:35  |
| 4.  | If Love Is Overrated         | Porter                                | Miller                         | 5:53  |
| 5.  | Faith in Love                | Porter                                | Miller                         | 4:56  |
| 6.  | Merchants Of Paradise        | Porter                                | Miller                         | 6:02  |
| 7.  | Long List of Troubles        | Porter                                | Miller                         | 4:14  |
| 8.  | Mister Holland               | Porter                                | Miller                         | 3:24  |
| 9.  | Modern Day Apprentice        | Porter                                | - Miller - Kenyatta            | 2:53  |
| 10. | Everything You Touch Is Gold | - Porter - Kenyatta                   | - Miller - Kenyatta            | 6:03  |
| 11. | Phoenix                      | Porter                                | Miller                         | 4:45  |
| 12. | Merry Go Round               | - Porter - Kenyatta                   | Miller                         | 5:26  |
| 13. | Thank You                    | Porter                                | Miller                         | 5:19  |

| 13. | Real Truth           | Porter | Miller | 6:36 |
| 14. | You Can Join My Band | Porter | Miller | 5:51 |

## Classements
| Classement (2020–21)                  | Meilleure position |
| ------------------------------------- | ------------------ |
| Allemagne (Media Control AG)          | 8                  |
| Autriche (Ö3 Austria Top 40)          | 3                  |
| Belgique (Flandre Ultratop)           | 9                  |
| Belgique (Wallonie Ultratop)          | 7                  |
| Écosse (OCC)                          | 2                  |
| États-Unis (Top Jazz Albums)          | 2                  |
| États-Unis (Contemporary Jazz Albums) | 1                  |
| France (SNEP)                         | 8                  |
| Irlande (Irish Albums Chart)          | 25                 |
| Pays-Bas (Mega Album Top 100)         | 6                  |
| Pays-Bas (Vinyl Top 33)               | 4                  |
| Portugal (AFP)                        | 11                 |
| Royaume-Uni (UK Albums Chart)         | 3                  |
| Suisse (Schweizer Hitparade)          | 9                  |

| Classement (2020)                     | Position |
| ------------------------------------- | -------- |
| États-Unis (Contemporary Jazz Albums) | 13       |